# Aleksandar Milušev
Aleksandar Milušev (in macedone Александар Милушев?; Strumica, 5 aprile 1988) è un calciatore macedone, difensore del Belasica.

## Carriera

### Club
Il 1º luglio 2018 viene acquistato a titolo definitivo dalla squadra macedone del Belasica.